# Monuments nationaux de Bosanski Petrovac
Cet article recense les monuments nationaux situés sur le territoire de la municipalité de Bosanski Petrovac en Bosnie-Herzégovine et dans la fédération de Bosnie-et-Herzégovine. La liste établie par la Commission pour la protection des monuments nationaux compte 4 monuments nationaux inscrits sur la liste principale et 3 monuments inscrits sur une liste provisoire.

## Monuments nationaux
| Monument                                      | Localité          | Géolocalisation | Datation                                 | Commentaire éventuel                                      | Photo |
| --------------------------------------------- | ----------------- | --------------- | ---------------------------------------- | --------------------------------------------------------- | ----- |
| Vestiges d'une église et nécropole de Crkvina | Kolunić           |                 | Moyen Âge                                | Avec des stećci                                           |       |
| Train des Partisans et de Tito à Oštrelj      | Oštrelj           |                 | Seconde Guerre mondiale                  | Monument historique                                       |       |
| Forteresse de Bjelaj                          | Bjelaj            |                 | Mentionnée pour la première fois en 1495 |                                                           |       |
| Collection Jovan Bijelić                      | Bosanski Petrovac |                 |                                          | Dans le musée Jovan Bijelić ; œuvres et objets personnels |       |